# Station Fredrikstad
Station Fredrikstad is een spoorwegstation in  Fredrikstad in fylke Viken in Noorwegen. Het stationsgebouw uit 1879 is een ontwerp van Peter Andreas Blix. Fredrikstad ligt aan de westelijke tak van Østfoldbanen.
Het station wordt bediend door lijn R20 die van Oslo naar Halden loopt en vervolgens doorgaat naar Zweden.